# 岐阜県立武義高等学校
岐阜県立武義高等学校（ぎふけんりつ むぎこうとうがっこう）は、岐阜県美濃市泉町にある公立高等学校。

## 概要
創立
1920年（大正9年）2月12日
学科
- 全日制
  - 普通科
  - ビジネス情報科
    - マーケティング類型
    - 会計類型
    - 情報類型

校訓
- うまず（何事に対しても根気よく努力する）
- おくせず（どのような困難に対しても敢然と挑戦する）
- たくましく（心身ともに力強く生きる）

制服
男女共にブレザーが指定されている。

## 校名
校名の「武義」は旧制中学校の武義中学校から継承している。名称の由来は2つの説があり、1つ目は、旧「武儀郡」（現在の美濃・関市域を含む）に由来するのみならず「武士道」の「武」と「正義」の「義」を持つ人格を形成することを理想とするもの。2つ目は奈良時代に中濃地方を中心とする広域が「武義郡」であり、この中学校の校下も広域であったことに対応するものとの説がある。

## 沿革
- 1920年 - 岐阜県立武義中学校設立。
- 1923年 - 岐阜県武義中学校に改称される。
- 1928年 - 校歌が制定される。
- 1933年 - 東海学生射撃主催の第6回中等学校射撃大会で三連覇を達成し、明治神宮競技会に出場し9位となる。
- 1948年
  - 4月 - 学制改革によって岐阜県武義高等学校となる。
  - 8月 - 岐阜県立武義高等学校に改称される。
- 1949年 - 普通科・商業科が設置され、男女共学となる。
- 1950年 - 美濃町立美濃高等学校を統合する。美濃高等学校津保谷分校を引き継ぎ、定時制課程と岐阜県立武義高等学校津保谷分校が設置される。
- 1960年 - 津保谷分校と岐阜県立加茂高等学校七宗分校が統合され、岐阜県立中濃高等学校となる。
- 1979年 - 校訓が制定される。
- 1982年 - 定時制が募集停止となる。
- 1985年 - 定時制が閉科となる。
- 1991年 - 当年入学の生徒より制服が男女共にブレザーとなる。
- 2003年 - Aキューブ・スクールに指定される。
- 2009年 - 新校舎への建て替え完了。
- 2021年 - 単位制へ移行、商業科と情報処理科をビジネス情報科に改編[2]。
- 2024年 - 「美濃市と岐阜県立武義高等学校との包括連携に関する協定」が締結。授業の一環として、美濃市役所内に武義高校生による「未来創造課」を設置。

## 学校行事
毎年9月には武義高祭と呼ばれる文化祭が行われるほか、体育祭、芸術鑑賞が行われている。
修学旅行は2年次に行われ、かつては海外への渡航もあったが九州へ行っている。

## 部活動
弓道部は2006年（平成18年）に男子団体が、2005年（平成17年）は女子団体・個人が全国高校総体に出場した。

## 出身者
- 武藤英司 - 俳優
- 山本重雄 - エスワイフード（世界の山ちゃん）創業者。
- 浅井守 - 元プロ野球選手。
- 入船亭扇治 - 落語家
- 武藤鉄弘 - 美濃市長
- 山下清司 - 関市長

## アクセス
- 長良川鉄道越美南線梅山駅